# Patxulol
El patxulol és un alcohol sesquiterpènic que es troba a l'oli essencial de pàtxuli, d'on prové el seu nom. L'oli de patxulí és un material important en perfumeria. L'(-)-isòmer òptic és un dels compostos orgànics responsables de l'olor típic de pàtxuli. El patxulol també s'utilitza en la síntesi del taxol, fàrmac emprat en quimioteràpia.